# Писарівка (річка)
Писарівка — річка в Україні, у Кропивницькому районі Кіровоградської області, ліва притока Інгулу (басейн Південного Бугу).

## Опис
Довжина річки приблизно 9 км. Формується з багатьох безіменних струмків та водойм.

## Розташування
Бере початок у селі Бережинка (колишня назва  Бережинка Лазаревича). Тече переважно на південний схід і у селі Клинці впадає у річку Інгул, ліву притоку Південного Бігу.